# Le Roc
Le Roc est une commune française, située dans le nord du département du Lot en région Occitanie.
Elle est également dans le causse de Gramat, le plus vaste et le plus sauvage des quatre causses du Quercy.
Exposée à un climat océanique altéré, elle est drainée par la Dordogne, le ruisseau de Tournefeuille et par divers autres petits cours d'eau. Incluse dans le bassin de la Dordogne, la commune possède un patrimoine naturel remarquable : un site Natura 2000 (la « vallée de la Dordogne quercynoise »), deux espaces protégés (le « cours lotois de la Dordogne » et les « falaises lotoises (rapaces) ») et quatre zones naturelles d'intérêt écologique, faunistique et floristique.
Le Roc est une commune rurale qui compte 208 habitants en 2022, après avoir connu un pic de population de 1 012 habitants en 1806. Elle fait partie de l'aire d'attraction de Souillac. Ses habitants sont appelés les Roucanels ou Roucanelles.

## Géographie
En limite nord du département du Lot, la commune du Roc fait partie de l'aire d'attraction de Souillac.
Le village du Roc est situé dans la partie abandonnée d'un méandre de la plaine alluviale de la Dordogne, en aval de Souillac sur la rive gauche du fleuve (altitude la plus basse 84 m). Une partie du territoire communal  est située sur le plateau calcaire qui domine de plus de deux cents mètres la vallée (altitude la plus haute 324 m).

### Communes limitrophes
Le Roc est limitrophe de quatre autres communes, dont deux dans le département de la Dordogne.
|                                   | Pechs-de-l'Espérance (Dordogne) |        |
| Saint-Julien-de-Lampon (Dordogne) | du Roc                          | Lanzac |
|                                   | Nadaillac-de-Rouge              |        |

### Climat
Pour des articles plus généraux, voir Climat de l'Occitanie et Climat du Lot.
En 2010, le climat de la commune est de type climat océanique altéré, selon une étude s'appuyant sur une série de données couvrant la période 1971-2000. En 2020, Météo-France publie une typologie des climats de la France métropolitaine dans laquelle la commune est toujours exposée à un climat océanique altéré et est dans la région climatique Ouest et nord-ouest du Massif Central, caractérisée par une pluviométrie annuelle de 900 à 1 500 mm, maximale en automne et en hiver.
Pour la période 1971-2000, la température annuelle moyenne est de 12,8 °C, avec une amplitude thermique annuelle de 15,3 °C. Le cumul annuel moyen de précipitations est de 879 mm, avec 11,9 jours de précipitations en janvier et 6,9 jours en juillet. Pour la période 1991-2020, la température moyenne annuelle observée sur la station météorologique la plus proche, située sur la commune de Gourdon à 15 km à vol d'oiseau, est de 13,1 °C et le cumul annuel moyen de précipitations est de 823,0 mm,. Pour l'avenir, les paramètres climatiques de la commune estimés pour 2050 selon différents scénarios d’émission de gaz à effet de serre sont consultables sur un site dédié publié par Météo-France en novembre 2022.

### Milieux naturels et biodiversité

#### Espaces protégés
La protection réglementaire est le mode d’intervention le plus fort pour préserver des espaces naturels remarquables et leur biodiversité associée,.
La commune fait partie du bassin de la Dordogne, un territoire  reconnu réserve de biosphère par l'UNESCO en juillet 2012,.
Deux autres espaces protégés sont présents sur la commune : 
- le « cours lotois de la Dordogne », objet d'un arrêté de protection de biotope, d'une superficie de 569,6 ha[12] ;
- les « falaises lotoises (rapaces) », objet d'un arrêté de protection de biotope, d'une superficie de 6,6 ha[13].

#### Réseau Natura 2000

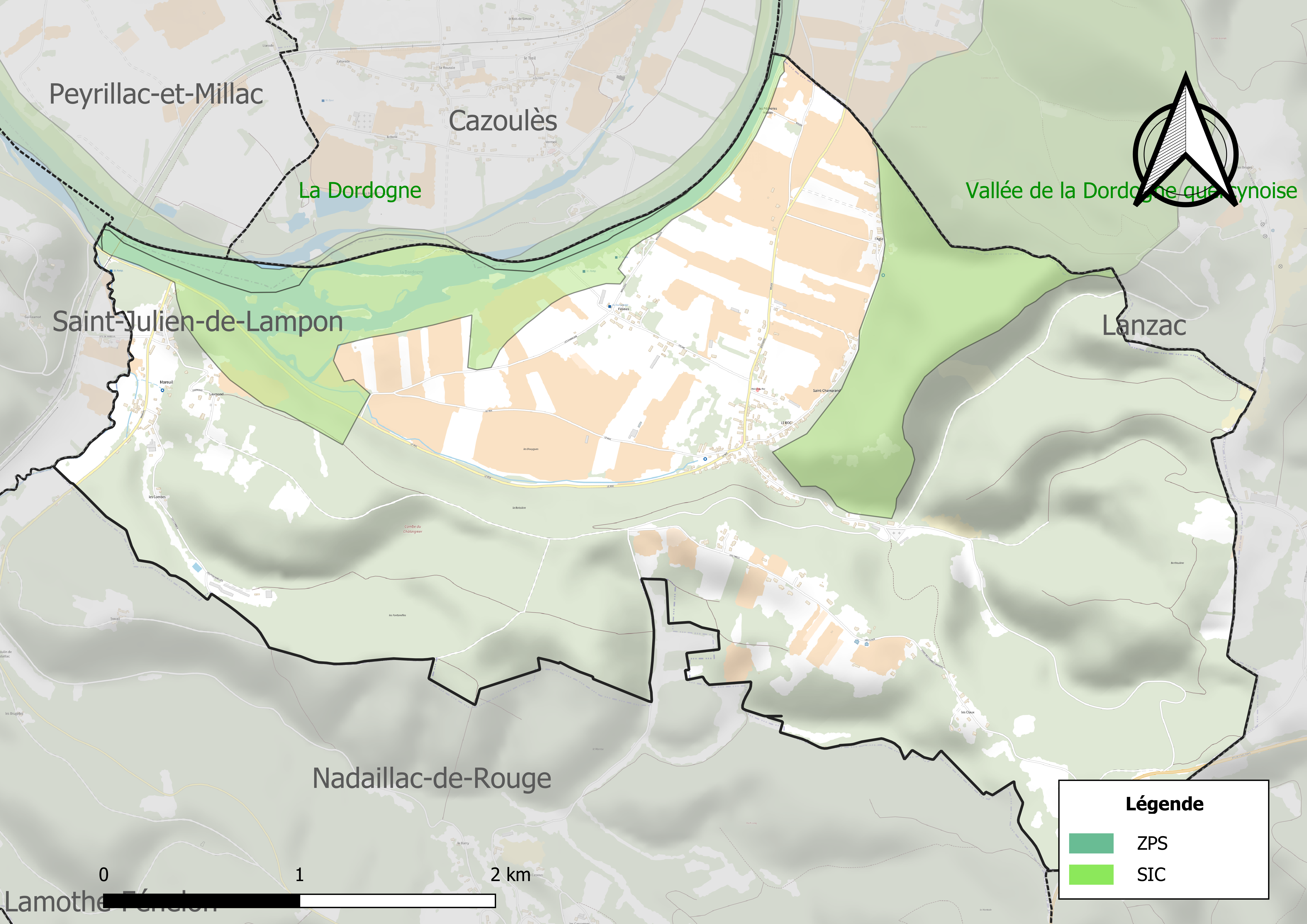
Site Natura 2000 sur le territoire communal.

Le réseau Natura 2000 est un réseau écologique européen de sites naturels d'intérêt écologique élaboré à partir des directives habitats et oiseaux, constitué de zones spéciales de conservation (ZSC) et de zones de protection spéciale (ZPS).
Un site Natura 2000 a été défini sur la commune au titre de la directive habitats : la « vallée de la Dordogne quercynoise », d'une superficie de 5 567 ha, qui présente des milieux aquatiques d'intérêt majeur et un important éventail des milieux alluviaux qui abritent, outre un nombre significatif d'espèces de l'annexe II, de nombreuses espèces localisées à rares aux niveaux régional ou national.

#### Zones naturelles d'intérêt écologique, faunistique et floristique
L’inventaire des zones naturelles d'intérêt écologique, faunistique et floristique (ZNIEFF) a pour objectif de réaliser une couverture des zones les plus intéressantes sur le plan écologique, essentiellement dans la perspective d’améliorer la connaissance du patrimoine naturel national et de fournir aux différents décideurs un outil d’aide à la prise en compte de l’environnement dans l’aménagement du territoire.
Deux ZNIEFF de type 1 sont recensées sur la commune :
- « la Dordogne quercynoise » (2 081 ha), couvrant 24 communes dont deux en Corrèze, deux en Dordogne et vingt dans le Lot[18], qui comprend de nombreuses espèces déterminantes (soixante-six  animales et cinquante végétales) ;
- les « pentes forestières du Roc » (395 ha), couvrant 2 communes du département[19]

et deux ZNIEFF de type 2, : 
- « la Dordogne » (5 472 ha), couvrant 102 communes dont 55 dans la Dordogne, 46 dans la Gironde et une dans le Lot[20], pour une zone minime de 75 mètres en aval du viaduc ferroviaire de Mareuil ;
- la « vallée de la Dordogne quercynoise » (8 758 ha), couvrant 28 communes[Note 4] : deux en Corrèze, deux en Dordogne et vingt-quatre dans le Lot[21], pour la partie en amont du viaduc de Mareuil.

Cartes des ZNIEFF de type 1 et 2 au Roc.
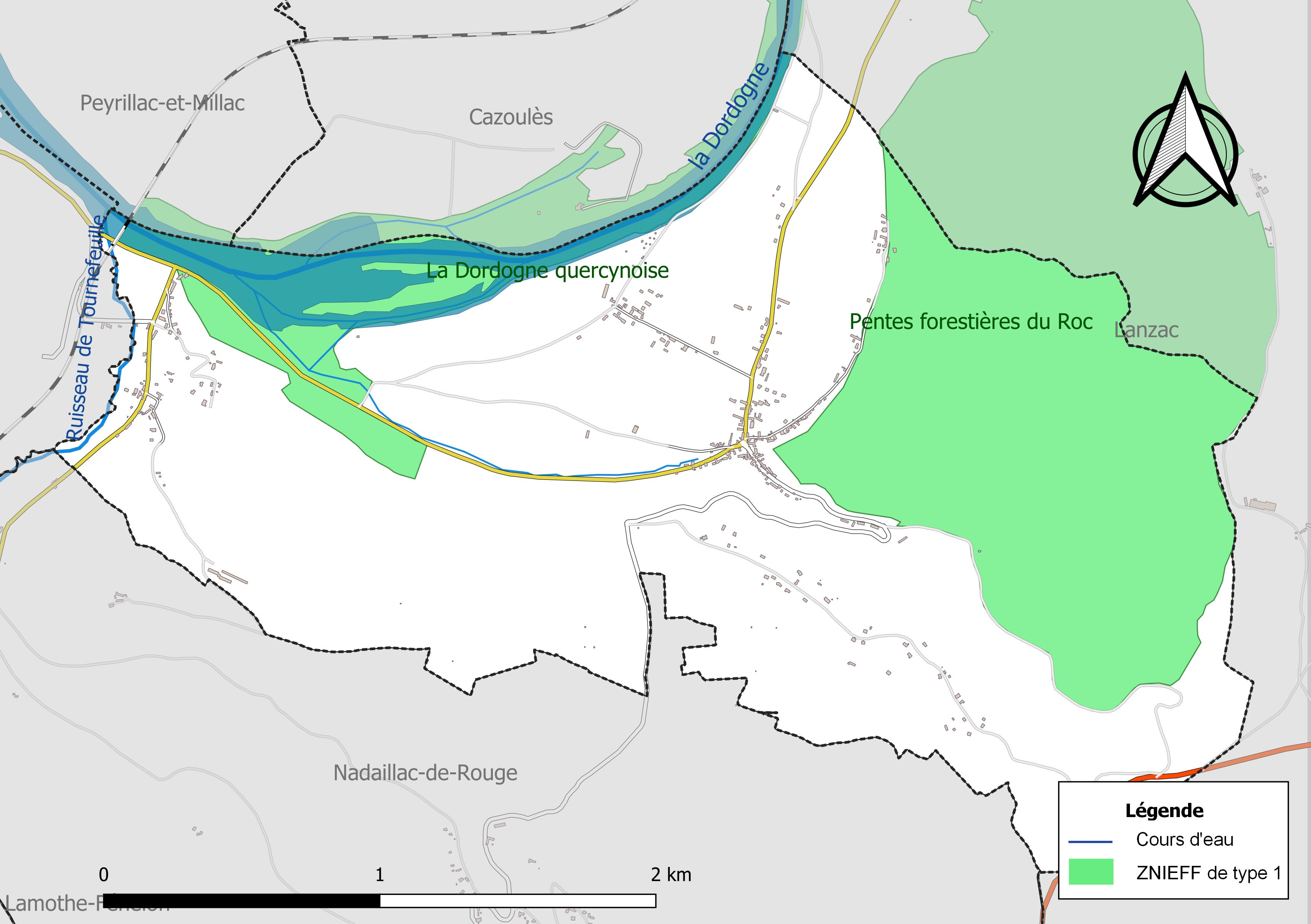
Carte des ZNIEFF de type 1 sur la commune.
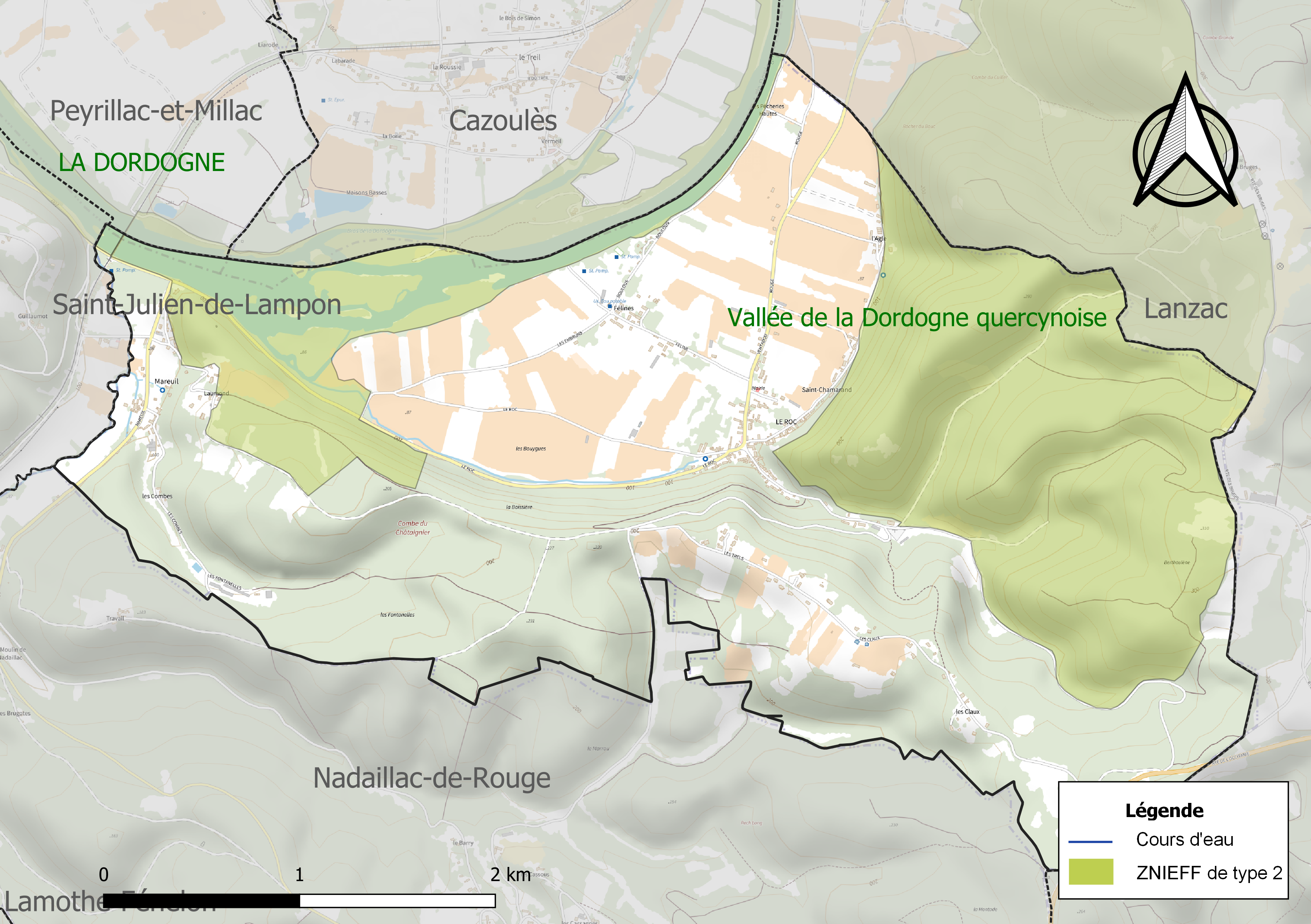
Carte des ZNIEFF de type 2 sur la commune.

## Urbanisme

### Typologie
Au 1er janvier 2024, Le Roc est catégorisée commune rurale à habitat très dispersé, selon la nouvelle grille communale de densité à sept niveaux définie par l'Insee en 2022.
Elle est située hors unité urbaine. Par ailleurs la commune fait partie de l'aire d'attraction de Souillac, dont elle est une commune de la couronne,. Cette aire, qui regroupe 11 communes, est catégorisée dans les aires de moins de 50 000 habitants,.

### Occupation des sols
L'occupation des sols de la commune, telle qu'elle ressort de la base de données européenne d’occupation biophysique des sols Corine Land Cover (CLC), est marquée par l'importance des forêts et milieux semi-naturels (64 % en 2018), une proportion identique à celle de 1990 (64 %). La répartition détaillée en 2018 est la suivante : 
forêts (53,7 %), zones agricoles hétérogènes (25,1 %), milieux à végétation arbustive et/ou herbacée (10,3 %), prairies (6,5 %), eaux continentales (4,4 %). L'évolution de l’occupation des sols de la commune et de ses infrastructures peut être observée sur les différentes représentations cartographiques du territoire : la carte de Cassini (XVIIIe siècle), la carte d'état-major (1820-1866) et les cartes ou photos aériennes de l'IGN pour la période actuelle (1950 à aujourd'hui).

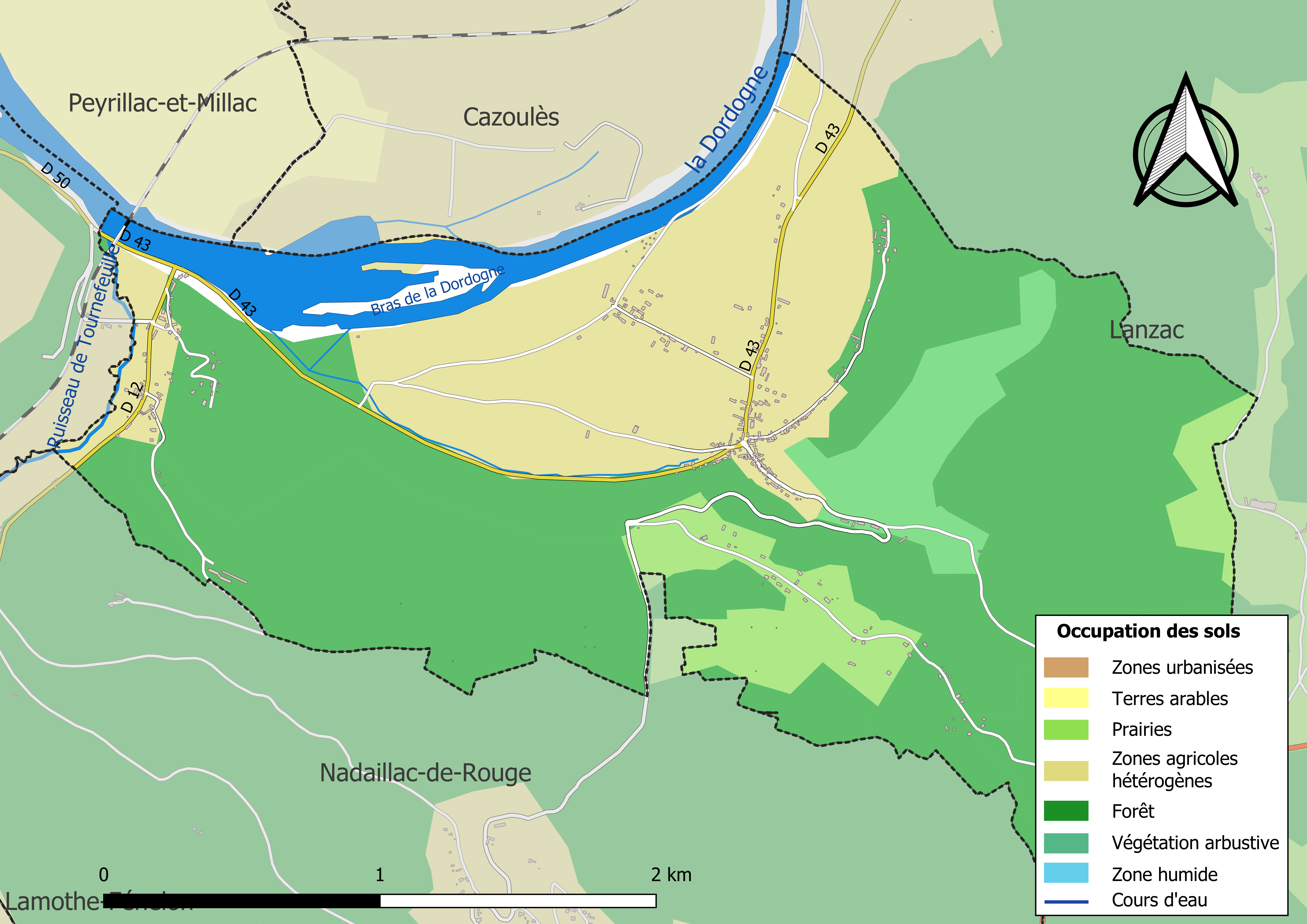
Carte des infrastructures et de l'occupation des sols de la commune en 2018 (CLC).

### Risques majeurs
Le territoire de la commune duRoc est vulnérable à différents aléas naturels : météorologiques (tempête, orage, neige, grand froid, canicule ou sécheresse), inondations, feux de forêts, mouvements de terrains et séisme (sismicité très faible). Il est également exposé à deux risques technologiques, le transport de matières dangereuses et la rupture d'un barrage. Un site publié par le BRGM permet d'évaluer simplement et rapidement les risques d'un bien localisé soit par son adresse soit par le numéro de sa parcelle.

#### Risques naturels
Certaines parties du territoire communal sont susceptibles d’être affectées par le risque d’inondation par débordement de cours d'eau, notamment la Dordogne et le Tournefeuille. La cartographie des zones inondables en ex-Midi-Pyrénées réalisée dans le cadre du XIe Contrat de plan État-région, visant à informer les citoyens et les décideurs sur le risque d’inondation, est accessible sur le site de la DREAL Occitanie. La commune a été reconnue en état de catastrophe naturelle au titre des dommages causés par les inondations et coulées de boue survenues en 1982, 1993 et 1999,.
Le Roc est exposée au risque de feu de forêt. Un plan départemental de protection des forêts contre les incendies a été approuvé par arrêté préfectoral le 30 novembre 2015 pour la période 2015-2025. Les propriétaires doivent ainsi couper les broussailles, les arbustes et les branches basses sur une profondeur de 50 mètres, aux abords des constructions, chantiers, travaux et installations de toute nature, situées à moins de 200 mètres de terrains en nature
de bois, forêts, plantations, reboisements, landes ou friches. Le brûlage des déchets issus de l’entretien des parcs et jardins des ménages et des collectivités est interdit. L’écobuage est également interdit, ainsi que les feux de type méchouis et barbecues, à l’exception de ceux prévus dans des installations fixes (non situées sous couvert d'arbres) constituant une dépendance d'habitation.

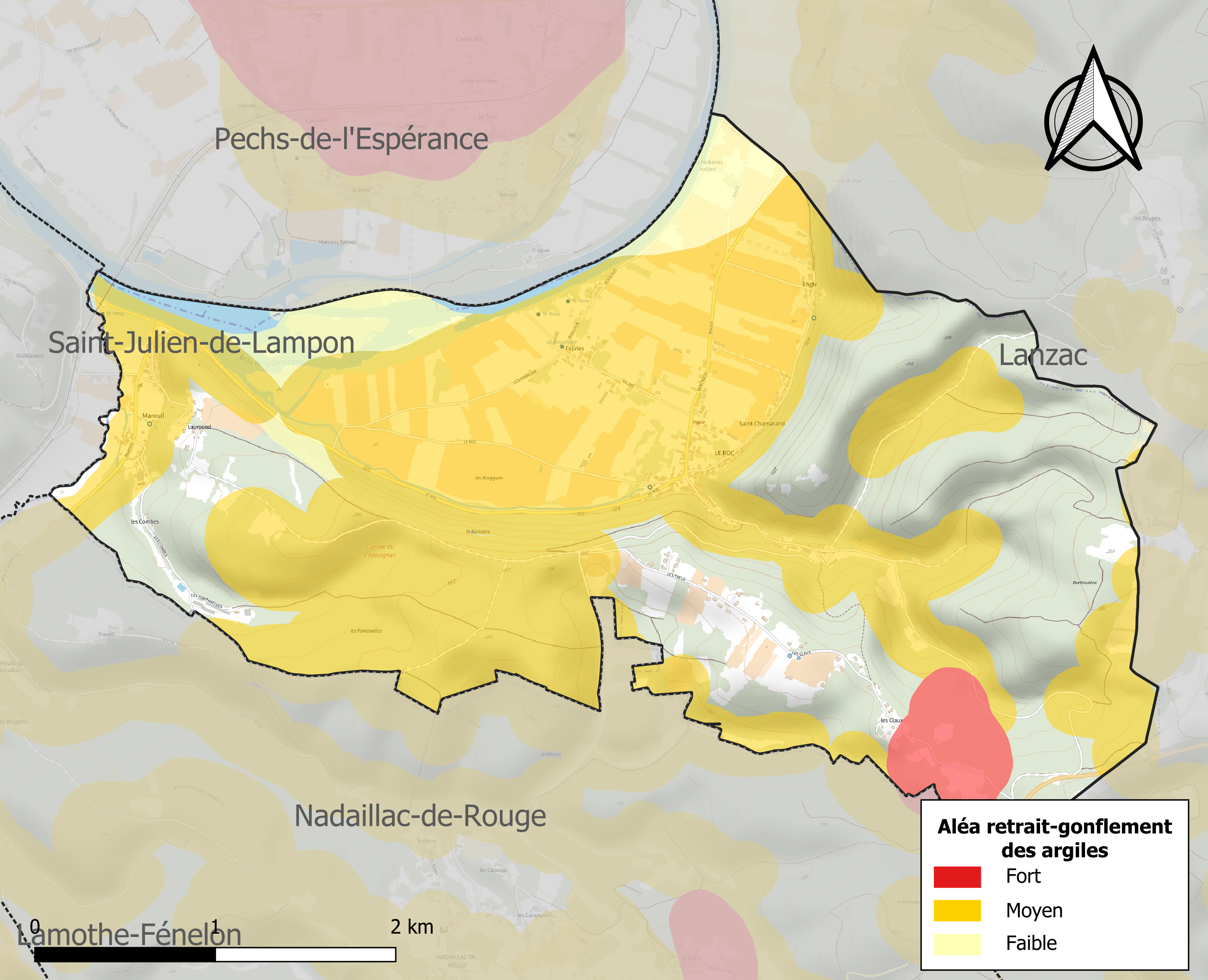
Carte des zones d'aléa retrait-gonflement des sols argileux duRoc.

Les mouvements de terrains susceptibles de se produire sur la commune sont des affaissements et effondrements liés aux cavités souterraines (hors mines), des éboulements, chutes de pierres et de blocs et des tassements différentiels. Par ailleurs, afin de mieux appréhender le risque d’affaissement de terrain, l'inventaire national des cavités souterraines permet de localiser celles situées sur la commune.
Le retrait-gonflement des sols argileux est susceptible d'engendrer des dommages importants aux bâtiments en cas d’alternance de périodes de sécheresse et de pluie. 63,5 % de la superficie communale est en aléa moyen ou fort (67,7 % au niveau départemental et 48,5 % au niveau national). Sur les 163 bâtiments dénombrés sur la commune en 2019, 124 sont en aléa moyen ou fort, soit 76 %, à comparer aux 72 % au niveau départemental et 54 % au niveau national. Une cartographie de l'exposition du territoire national au retrait gonflement des sols argileux est disponible sur le site du BRGM,.
Par ailleurs, afin de mieux appréhender le risque d’affaissement de terrain, l'inventaire national des cavités souterraines permet de localiser celles situées sur la commune.
Concernant les mouvements de terrains, la commune a été reconnue en état de catastrophe naturelle au titre des dommages causés par des mouvements de terrain en 1999.

#### Risques technologiques
Le risque de transport de matières dangereuses sur la commune est lié à sa traversée par une route à fort trafic et une ligne de chemin de fer. Un accident se produisant sur de telles infrastructures est susceptible d’avoir des effets graves sur les biens, les personnes ou l'environnement, selon la nature du matériau transporté. Des dispositions d’urbanisme peuvent être préconisées en conséquence.
La commune est en outre située en aval des barrages de Saint-Étienne-Cantalès et de Bort-les-Orgues, des ouvrages de classe A disposant d'une retenue de respectivement 133 millions et 477 millions de mètres cubes,. À ce titre elle est susceptible d’être touchée par l’onde de submersion consécutive à la rupture d'un de ces ouvrages.

## Histoire
La présence d'un oppidum celtique est attestée sur un éperon rocheux dominant le bourg et la vallée (travaux de Armand Viré).
Dans le hameau de Mareuil, les vestiges d'une tour féodale et d'un village médiéval témoignent du rattachement de ce lieu à la seigneurie de La Mothe Fénelon, puissante famille nobiliaire du Quercy et du Périgord.
Fin juin 1944, au moins quatre jeunes, Bertrand Ané, Robert Labade, Jean Ors et André Dussurguet, appartenant aux Chantiers de la jeunesse, sont fusillés sur la commune par des Allemands.

## Politique et administration
| Période                                  | Période  | Identité                  | Étiquette | Qualité                                                           |
| ---------------------------------------- | -------- | ------------------------- | --------- | ----------------------------------------------------------------- |
| Les données manquantes sont à compléter. |          |                           |           |                                                                   |
| 1789                                     | 1800     | Étienne Castagné          |           |                                                                   |
| 1800                                     | 1814     | Pierre Besserbe           |           |                                                                   |
| 1814                                     | 1830     | Baptiste Pebeyre          |           |                                                                   |
| 1830                                     | 1841     | Bernard Pouzol            |           |                                                                   |
| 1841                                     | 1844     | Jean-Baptiste Malgouyard  |           |                                                                   |
| 1844                                     | 1847     | Jean Baptiste Condamine   |           |                                                                   |
| 1847                                     | 1848     | Jean Baptiste Lescure     |           |                                                                   |
| 1848                                     | 1881     | Pierre Constanty          |           |                                                                   |
| 1881                                     | 1888     | Jean-Baptiste Lajugie     |           |                                                                   |
| 1888                                     | 1896     | Ferdinand Pebeyre         |           |                                                                   |
| 1896                                     | 1900     | Jean-Baptiste Lajugie     |           |                                                                   |
| 1900                                     | 1904     | Jean Danglard             |           |                                                                   |
| 1904                                     | 1915     | Paul Bourdet              |           |                                                                   |
| 1915                                     | 1918     | Jean-Baptiste Marty       |           | Adjoint remplace le maire mobilisé                                |
| 1918                                     | 1919     | Paul Bourdet              |           |                                                                   |
| 1919                                     | 1920     | Germain Delrieu           |           |                                                                   |
| 1920                                     | 1921     | Adrien Jardel             |           | Adjoint faisant fonction de maire                                 |
| 1921                                     | 1925     | Paul Bourdet              |           |                                                                   |
| 1925                                     | 1928     | Pierre Lacoste            |           |                                                                   |
| 1928                                     | 1937     | Paul Bourdet              |           |                                                                   |
| 1937                                     | 1939     | Émile Andral              |           |                                                                   |
| 1939                                     | 1943     | Bertrand Laval            |           | Adjoint remplace le maire mobilisé                                |
| 1943                                     | 1944     | Émile Andral              |           |                                                                   |
| 1944                                     | 1944     | Henri Goursat (dit Roger) |           | Président du Comité national de Libération du 24/08 au 15/12/1944 |
| 1944                                     | 1945     | Émile Andral              |           |                                                                   |
| 1945                                     | 1965     | Henri Goursat             |           |                                                                   |
| 1965                                     | 1995     | Gaston Jardel             |           |                                                                   |
| 1995                                     | mai 2020 | René Jardel               |           |                                                                   |
| mai 2020                                 | En cours | Franck Idée               |           |                                                                   |

## Démographie
Les habitants du Roc se nomment les Roucanels ou Roucanelles.
L'évolution du nombre d'habitants est connue à travers les recensements de la population effectués dans la commune depuis 1800. Pour les communes de moins de 10 000 habitants, une enquête de recensement portant sur toute la population est réalisée tous les cinq ans, les populations de référence des années intermédiaires étant quant à elles estimées par interpolation ou extrapolation. Pour la commune, le premier recensement exhaustif entrant dans le cadre du nouveau dispositif a été réalisé en 2005.

En 2022, la commune comptait 208 habitants, en évolution de −3,7 % par rapport à 2016 (Lot : +1,31 %, France hors Mayotte : +2,11 %).
| 1800 | 1806  | 1821 | 1831 | 1836 | 1841 | 1846 | 1851 | 1856 |
| ---- | ----- | ---- | ---- | ---- | ---- | ---- | ---- | ---- |
| 317  | 1 012 | 772  | 790  | 784  | 806  | 817  | 811  | 842  |

| 1861 | 1866 | 1872 | 1876 | 1881 | 1886 | 1891 | 1896 | 1901 |
| ---- | ---- | ---- | ---- | ---- | ---- | ---- | ---- | ---- |
| 820  | 835  | 780  | 800  | 810  | 845  | 766  | 692  | 734  |

| 1906 | 1911 | 1921 | 1926 | 1931 | 1936 | 1946 | 1954 | 1962 |
| ---- | ---- | ---- | ---- | ---- | ---- | ---- | ---- | ---- |
| 574  | 554  | 462  | 430  | 246  | 244  | 199  | 176  | 185  |

| 1968 | 1975 | 1982 | 1990 | 1999 | 2005 | 2006 | 2010 | 2015 |
| ---- | ---- | ---- | ---- | ---- | ---- | ---- | ---- | ---- |
| 177  | 176  | 172  | 185  | 202  | 224  | 230  | 230  | 213  |

| 2020 | 2022 | - | - | - | - | - | - | - |
| ---- | ---- | - | - | - | - | - | - | - |
| 208  | 208  | - | - | - | - | - | - | - |

## Économie

### Revenus
En 2018, la commune compte 88 ménages fiscaux, regroupant 178 personnes. La médiane du revenu disponible par unité de consommation est de 20 480 € (20 740 € dans le département).

### Emploi
|                | 2008   | 2013  | 2018  |
| -------------- | ------ | ----- | ----- |
| Commune        | 13,2 % | 13 %  | 6,1 % |
| Département    | 7,3 %  | 8,9 % | 9,6 % |
| France entière | 8,3 %  | 10 %  | 10 %  |

En 2018, la population âgée de 15 à 64 ans s'élève à 118 personnes, parmi lesquelles on compte 75,4 % d'actifs (69,3 % ayant un emploi et 6,1 % de chômeurs) et 24,6 % d'inactifs,. En  2018, le taux de chômage communal (au sens du recensement) des 15-64 ans est inférieur à celui de la France et du département, alors qu'en 2008 la situation était inverse.
La commune fait partie de la couronne de l'aire d'attraction de Souillac, du fait qu'au moins 15 % des actifs travaillent dans le pôle,. Elle compte 25 emplois en 2018, contre 27 en 2013 et 25 en 2008. Le nombre d'actifs ayant un emploi résidant dans la commune est de 85, soit un indicateur de concentration d'emploi de 28,9 % et un taux d'activité parmi les 15 ans ou plus de 47,3 %.
Sur ces 85 actifs de 15 ans ou plus ayant un emploi, 17 travaillent dans la commune, soit 20 % des habitants. Pour se rendre au travail, 85,4 % des habitants utilisent un véhicule personnel ou de fonction à quatre roues, 1,2 % les transports en commun, 3,7 % s'y rendent en deux-roues, à vélo ou à pied et 9,8 % n'ont pas besoin de transport (travail au domicile).

### Activités hors agriculture

#### Secteurs d'activités
9 établissements sont implantés  au Roc au 31 décembre 2019.
Le secteur du commerce de gros et de détail, des transports, de l'hébergement et de la restauration est prépondérant sur la commune puisqu'il représente 66,7 % du nombre total d'établissements de la commune (6 sur les 9 entreprises implantées  au Le Roc), contre 29,9 % au niveau départemental.

#### Entreprises et commerces
L'essentiel de l'activité est l'agriculture (maïs, tabac, noyers). La commune sert aussi de résidence à des actifs travaillant à Souillac. Les autres activités sont réduites : un bar-tabac dans le bourg, un camping.

### Agriculture
La commune est dans les Causses », une petite région agricole occupant une grande partie centrale du département du Lot. En 2020, l'orientation technico-économique de l'agriculture  sur la commune est la culture de fruits ou d'autres cultures permanentes.
|               | 1988 | 2000 | 2010 | 2020 |
| ------------- | ---- | ---- | ---- | ---- |
| Exploitations | 19   | 20   | 17   | 11   |
| SAU (ha)      | 186  | 204  | 160  | 232  |

Le nombre d'exploitations agricoles en activité et ayant leur siège dans la commune est passé de 19 lors du recensement agricole de 1988  à 20 en 2000 puis à 17 en 2010 et enfin à 11 en 2020, soit une baisse de 42 % en 32 ans. Le même mouvement est observé à l'échelle du département qui a perdu pendant cette période 60 % de ses exploitations,. La surface agricole utilisée sur la commune est restée relativement stable, passant de 186 ha en 1988 à 232 ha en 2020. Parallèlement la surface agricole utilisée moyenne par exploitation a augmenté, passant de 10 à 21 ha.

## Culture locale et patrimoine

### Lieux et monuments

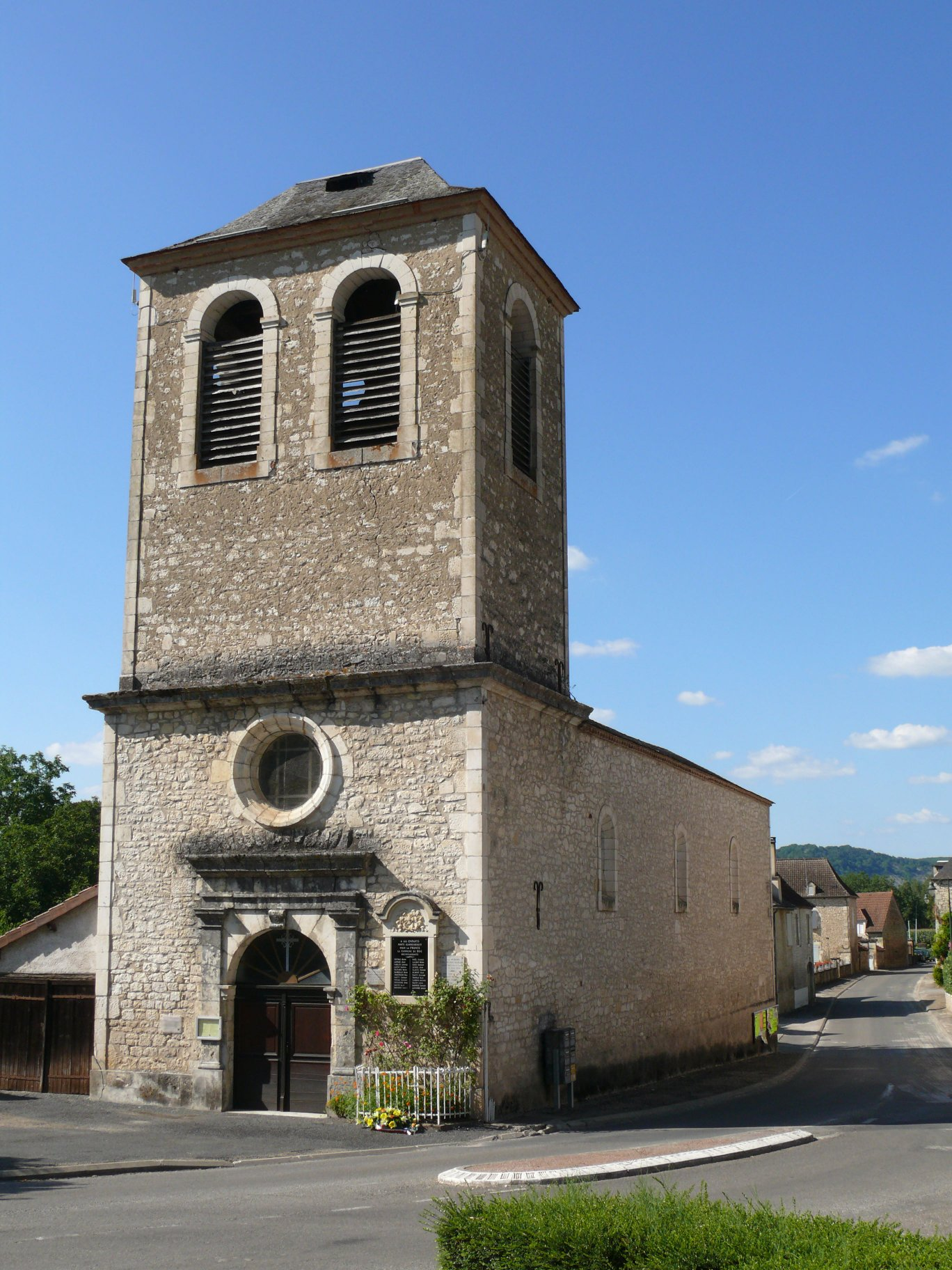
L'église Saint-Roch.

- L'église Saint-Roch du Roc.

#### Site de l'Insee
1. ↑  « La grille communale de densité », sur le site de l'Insee, 28 mai 2024 (consulté le 28 juin 2024).
2. 1 2  Insee, « Métadonnées de la commune ».
3. ↑  « Liste des communes composant l'aire d'attraction de Souillac », sur le site de l'Insee (consulté le 28 juin 2024).
4. ↑  Marie-Pierre de Bellefon, Pascal Eusebio, Jocelyn Forest, Olivier Pégaz-Blanc et Raymond Warnod (Insee), « En France, neuf personnes sur dix vivent dans l’aire d’attraction d’une ville », sur le site de l'Insee, 21 octobre 2020 (consulté le 28 juin 2024).
5. ↑  « REV T1 - Ménages fiscaux de l'année 2018 au Roc » (consulté le 5 février 2022).
6. ↑  « REV T1 - Ménages fiscaux de l'année 2018 dans le Lot » (consulté le 5 février 2022).
7. 1 2  « Emp T1 - Population de 15 à 64 ans par type d'activité en 2018 au Roc » (consulté le 5 février 2022).
8. ↑  « Emp T1 - Population de 15 à 64 ans par type d'activité en 2018 dans le Lot » (consulté le 5 février 2022).
9. ↑  « Emp T1 - Population de 15 à 64 ans par type d'activité en 2018 dans la France entière » (consulté le 5 février 2022).
10. ↑  « Base des aires d'attraction des villes 2020 », sur site de l'Insee (consulté le 10 avril 2021).
11. ↑  « Emp T5 - Emploi et activité en 2018 au Roc » (consulté le 5 février 2022).
12. ↑  « ACT T4 - Lieu de travail des actifs de 15 ans ou plus ayant un emploi qui résident dans la commune en 2018 » (consulté le 5 février 2022).
13. ↑  « ACT G2 - Part des moyens de transport utilisés pour se rendre au travail en 2018 » (consulté le 5 février 2022).
14. ↑  « DEN T5 - Nombre d'établissements par secteur d'activité au 31 décembre 2019 au Roc » (consulté le 14 février 2022).
15. ↑  « DEN T5 - Nombre d'établissements par secteur d'activité au 31 décembre 2019 dans le Lot » (consulté le 14 février 2022).

#### Autres sources
1. ↑  Carte IGN sous Géoportail
2. 1 2  Daniel Joly, Thierry Brossard, Hervé Cardot, Jean Cavailhes, Mohamed Hilal et Pierre Wavresky, « Les types de climats en France, une construction spatiale », Cybergéo, revue européenne de géographie - European Journal of Geography, no 501,‎ 18 juin 2010 (DOI 10.4000/cybergeo.23155, lire en ligne, consulté le 14 novembre 2023)
3. ↑  « Zonages climatiques en France métropolitaine. », sur pluiesextremes.meteo.fr (consulté le 14 novembre 2023).
4. ↑  « Orthodromie entre Le Roc et Gourdon », sur fr.distance.to (consulté le 14 novembre 2023).
5. ↑  « Station Météo-France « Gourdon » (commune de Gourdon) - fiche climatologique - période 1991-2020 », sur donneespubliques.meteofrance.fr (consulté le 14 novembre 2023).
6. ↑  « Station Météo-France « Gourdon » (commune de Gourdon) - fiche de métadonnées. », sur donneespubliques.meteofrance.fr (consulté le 14 novembre 2023).
7. ↑  « Climadiag Commune : diagnostiquez les enjeux climatiques de votre collectivité. », sur meteofrance.fr, novembre 2022 (consulté le 14 novembre 2023).
8. ↑  « Les espaces protégés. », sur le site de l'INPN (consulté le 10 mai 2022).
9. ↑  « Liste des espaces protégés sur la commune », sur le site de l'inventaire national du patrimoine naturel (consulté le 2 septembre 2021).
10. ↑  « Réserve de biosphère du bassin de la Dordogne », sur mab-france.org (consulté le 2 septembre 2021).
11. ↑  « Bassin de la Dordogne - zone tampon - fiche descriptive », sur le site de l'inventaire national du patrimoine naturel (consulté le 1er septembre 2021).
12. ↑  « le « cours lotois de la Dordogne » - fiche descriptive », sur le site de l'inventaire national du patrimoine naturel (consulté le 2 septembre 2021).
13. ↑  « les « falaises lotoises (rapaces) » - fiche descriptive », sur le site de l'inventaire national du patrimoine naturel (consulté le 2 septembre 2021).
14. ↑  Réseau européen Natura 2000, Ministère de la transition écologique et solidaire
15. ↑  « Liste des zones Natura 2000 de la commune duRoc », sur le site de l'Inventaire national du patrimoine naturel (consulté le 2 septembre 2021).
16. ↑  « site Natura 2000 FR7300898 - fiche descriptive », sur le site de l'inventaire national du patrimoine naturel (consulté le 2 septembre 2021).
17. 1 2  « Liste des ZNIEFF de la commune duRoc », sur le site de l'Inventaire national du patrimoine naturel (consulté le 2 septembre 2021).
18. ↑  « ZNIEFF « la Dordogne quercynoise » - fiche descriptive », sur le site de l'inventaire national du patrimoine naturel (consulté le 1er septembre 2021).
19. ↑  « ZNIEFF les « pentes forestières du Roc » - fiche descriptive », sur le site de l'inventaire national du patrimoine naturel (consulté le 2 septembre 2021).
20. ↑  « ZNIEFF « la Dordogne » - fiche descriptive », sur le site de l'inventaire national du patrimoine naturel (consulté le 2 septembre 2021).
21. ↑  « ZNIEFF la « vallée de la Dordogne quercynoise » - fiche descriptive », sur le site de l'inventaire national du patrimoine naturel (consulté le 1er septembre 2021).
22. ↑  « CORINE Land Cover (CLC) - Répartition des superficies en 15 postes d'occupation des sols (métropole). », sur le site des données et études statistiques du ministère de la Transition écologique. (consulté le 14 avril 2021).
23. 1 2 3  « Les risques près de chez moi - commune du Roc », sur Géorisques (consulté le 17 octobre 2022).
24. ↑  BRGM, « Évaluez simplement et rapidement les risques de votre bien », sur Géorisques (consulté le 13 septembre 2022).
25. ↑  DREAL Occitanie, « CIZI », sur occitanie.developpement-durable.gouv.fr (consulté le 13 septembre 2022).
26. ↑  « Dossier départemental des risques majeurs dans le Lot », sur lot.gouv.fr (consulté le 13 septembre 2022), partie 1 -  chapitre Risque inondation.
27. ↑  « Dossier départemental des risques majeurs dans le Lot », sur lot.gouv.fr (consulté le 13 septembre 2022).
28. ↑  « Dossier départemental des risques majeurs dans le Lot », sur lot.gouv.fr (consulté le 13 septembre 2022), chapitre Mouvements de terrain.
29. 1 2  « Liste des cavités souterraines localisées sur la commune duRoc », sur georisques.gouv.fr (consulté le 13 septembre 2022).
30. ↑  « Retrait-gonflement des argiles », sur le site de l'observatoire national des risques naturels (consulté le 13 septembre 2022).
31. ↑  « Dossier départemental des risques majeurs dans le Lot », sur lot.gouv.fr (consulté le 13 septembre 2022), chapitre Risque transport de matières dangereuses.
32. ↑  Article R214-112 du code de l’environnement
33. ↑  « barrage de Saint-Étienne-Cantalès », sur barrages-cfbr.eu (consulté le 13 septembre 2022).
34. ↑  « barrage de Bort-les-Orgues », sur barrages-cfbr.eu (consulté le 13 septembre 2022).
35. ↑  « Dossier départemental des risques majeurs dans le Lot », sur lot.gouv.fr (consulté le 13 septembre 2022), chapitre Risque rupture de barrage.
36. ↑  Francis A. Boddart, Les chantiers de la jeunesse et la Dordogne, 1940-1944 : de la révolution nationale à la production industrielle, Périgueux, IFIE Éditions Périgord, 2014, 342 p. (ISBN 978-2-916265-18-6), p. 276..
37. ↑  « Les maires de Roc (Le) », sur Site francegenweb, 19 février 2011 (consulté le 18 juillet 2018).
38. ↑  Le nom des habitants du 46 - Lot, Habitants.fr, consulté le 12 avril 2022.
39. ↑  L'organisation du recensement, sur insee.fr.
40. ↑  Calendrier départemental des recensements, sur insee.fr.
41. ↑  Des villages de Cassini aux communes d'aujourd'hui sur le site de l'École des hautes études en sciences sociales.
42. ↑  Fiches Insee - Populations de référence de la commune pour les années 2006, 2007, 2008, 2009, 2010, 2011, 2012, 2013, 2014, 2015, 2016, 2017, 2018, 2019, 2020, 2021 et 2022.
43. ↑  « Les régions agricoles (RA), petites régions agricoles(PRA) - Année de référence : 2017 », sur agreste.agriculture.gouv.fr (consulté le 14 février 2022).
44. ↑  Présentation des premiers résultats du recensement agricole 2020, Ministère de l’agriculture et de l’alimentation, 10 décembre 2021
45. 1 2  « Fiche de recensement agricole - Exploitations ayant leur siège dans la commune du Le Roc - Données générales », sur recensement-agricole.agriculture.gouv.fr (consulté le 14 février 2022).
46. ↑  « Fiche de recensement agricole - Exploitations ayant leur siège dans le département du Lot » (consulté le 14 février 2022).